# Apach
Apach (prononcé [apak] ; Opéch en francique lorrain) est une commune française située dans le département de la Moselle, en région Grand Est. Le village fait partie du pays de Sierck et a la particularité d'être à la frontière de trois pays : la France, le Luxembourg et l'Allemagne.

## Géographie

### Localisation
Apach est située à deux kilomètres de Sierck-les-Bains, vingt-cinq de Thionville et cinquante de Metz. C'est une ville frontalière avec l'Allemagne (Perl) et le Grand-Duché du Luxembourg (Schengen), lieu communément appelé « pays des Trois Frontières ».
Une réserve naturelle d'orchidées s'étend sur des coteaux calcaires dominant le village. Un ruisseau venant de Manderen traverse la commune et se jette dans la Moselle.
| Schengen (Luxembourg) | Perl (Allemagne) |                   |
|                       | Apach            | Merschweiller     |
| Sierck-les-Bains      | Rustroff         | Kirsch-lès-Sierck |

### Hydrographie
La commune est située dans le bassin versant du Rhin au sein du bassin Rhin-Meuse. Elle est drainée par la Moselle et le ruisseau d'Apach.
La Moselle, d’une longueur totale de 560 kilomètres, dont 315 kilomètres en France, prend sa source dans le massif des Vosges au col de Bussang et se jette dans le Rhin à Coblence en Allemagne.
Le ruisseau d'Apach, d'une longueur totale de 10,3 km, prend sa source dans la commune de Manderen-Ritzing et se jette  dans la Moselle sur la commune, après avoir traversé trois communes.

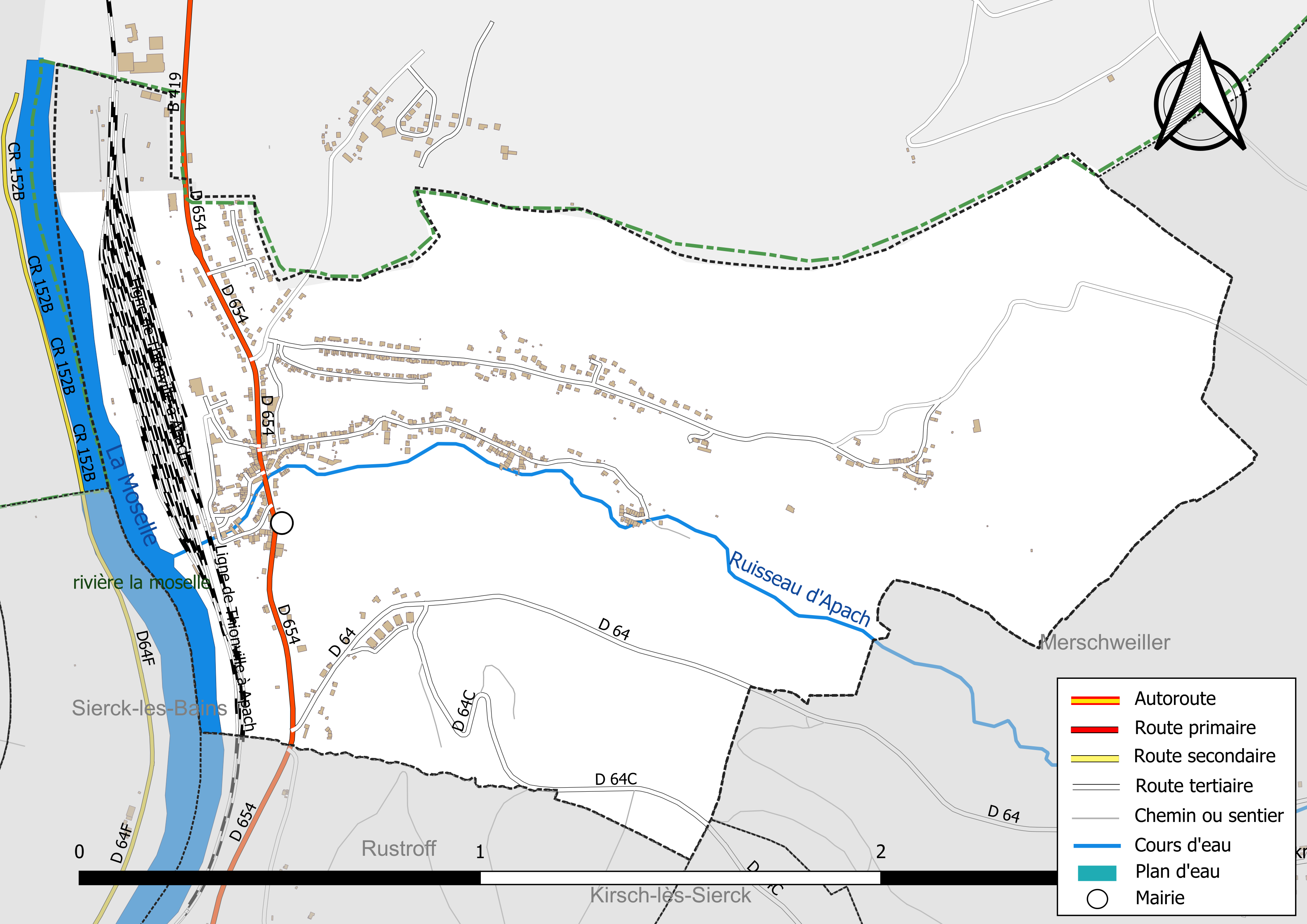
Réseaux hydrographique et routier d'Apach.

La qualité des eaux des principaux cours d’eau de la commune, notamment de la Moselle et du ruisseau d'Apach, peut être consultée sur un site dédié géré par les agences de l’eau et l’Agence française pour la biodiversité. Ainsi en 2020, dernière année d'évaluation disponible en 2022, l'état écologique du ruisseau d'Apach était jugé bon (vert).

### Climat
Pour des articles plus généraux, voir Climat du Grand Est et Climat de la Moselle.
En 2010, le climat de la commune est de type climat de montagne, selon une étude du Centre national de la recherche scientifique s'appuyant sur une série de données couvrant la période 1971-2000. En 2020, Météo-France publie une typologie des climats de la France métropolitaine dans laquelle la commune est exposée à un climat semi-continental et est dans la région climatique Lorraine, plateau de Langres, Morvan, caractérisée par un hiver rude (1,5 °C), des vents modérés et des brouillards fréquents en automne et hiver.
Pour la période 1971-2000, la température annuelle moyenne est de 9,7 °C, avec une amplitude thermique annuelle de 16,7 °C. Le cumul annuel moyen de précipitations est de 803 mm, avec 12,4 jours de précipitations en janvier et 9,9 jours en juillet. Pour la période 1991-2020, la température moyenne annuelle observée sur la station météorologique de Météo-France la plus proche, « Malancourt », sur la commune d'Amnéville à 28 km à vol d'oiseau, est de 10,2 °C et le cumul annuel moyen de précipitations est de 884,1 mm. 
La température maximale relevée sur cette station est de 39,3 °C, atteinte le 25 juillet 2019 ; la température minimale est de −17,9 °C, atteinte le 5 janvier 1985,,.
Les paramètres climatiques de la commune ont été estimés pour le milieu du siècle (2041-2070) selon différents scénarios d'émission de gaz à effet de serre à partir des nouvelles projections climatiques de référence DRIAS-2020. Ils sont consultables sur un site dédié publié par Météo-France en novembre 2022.

## Urbanisme

### Typologie
Au 1er janvier 2024, Apach est catégorisée petite ville, selon la nouvelle grille communale de densité à sept niveaux définie par l'Insee en 2022.
Elle appartient à l'unité urbaine de Perl (ALL)-Sierck-les-Bains (partie française), une agglomération internationale regroupant cinq  communes, dont elle est ville-centre,,. Par ailleurs la commune fait partie de l'aire d'attraction de Luxembourg (partie française), dont elle est une commune de la couronne,. Cette aire, qui regroupe 115 communes, est catégorisée dans les aires de 700 000 habitants ou plus (hors Paris),.

### Occupation des sols
L'occupation des sols de la commune, telle qu'elle ressort de la base de données européenne d’occupation biophysique des sols Corine Land Cover (CLC), est marquée par l'importance des territoires agricoles (42,8 % en 2018), en diminution par rapport à 1990 (45,1 %). La répartition détaillée en 2018 est la suivante : 
prairies (25,1 %), forêts (24,5 %), zones urbanisées (14,2 %), terres arables (12,8 %), milieux à végétation arbustive et/ou herbacée (7,8 %), zones industrielles ou commerciales et réseaux de communication (7,6 %), zones agricoles hétérogènes (4,9 %), eaux continentales (3,1 %). L'évolution de l’occupation des sols de la commune et de ses infrastructures peut être observée sur les différentes représentations cartographiques du territoire : la carte de Cassini (XVIIIe siècle), la carte d'état-major (1820-1866) et les cartes ou photos aériennes de l'IGN pour la période actuelle (1950 à aujourd'hui).

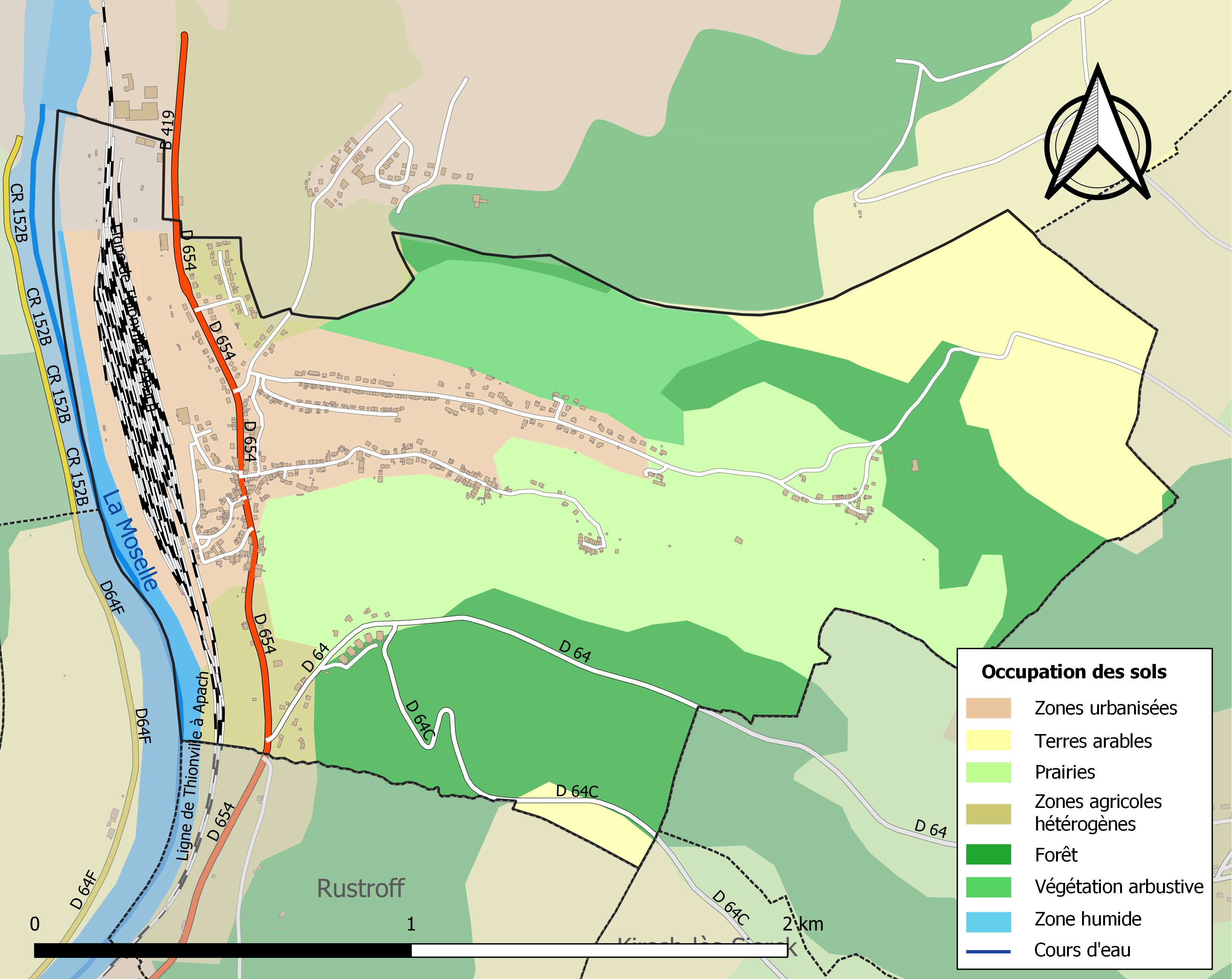
Carte des infrastructures et de l'occupation des sols de la commune en 2018 (CLC).

### Lieux-dits, hameaux et écarts
- Haut Apach : Ce hameau est mentionné pour la première fois au XVIIe siècle et semble dater de cette époque. Il comptait au début du siècle 6 maisons et 25 habitants. On y trouve une chapelle ainsi qu'un moulin à eau. Sa dénomination francique est Uewer-Opech.
- Belmach : Ce hameau, mentionné Belmactra en 1225[16], ne fait partie de la commune d'Apach que depuis un peu plus d'un siècle. Il faisait partie autrefois de la seigneurie de Mensberg et dépendait des seigneurs de Sierck. Au XVIIIe siècle, Belmach est rattaché à la Lorraine dans le cadre du bailliage de Bouzonville et c'est la coutume de Lorraine qui régit ce hameau. En 1790, Belmach devient une annexe de la commune de Merschweiller. La loi du 17 février 1864 réunit Belmach à la commune d'Apach. Sa dénomination francique est Belméch.

## Toponymie
- Achabach (1084)[17], Aspach (1196), Appach (XVIIe siècle), Opach (1682), Aspach (1756)[18], Apach (1793)[19].
- En francique lorrain : Opéch (avec l'accent tonique sur le O long fermé initial).

### Sobriquets
Sobriquets anciens désignant les habitants de la commune :
- Di Opécher Toperten (Les simplets d'Apach).

Ce sobriquet a l’avantage de rimer parfaitement avec le nom francique du village (Opéch), mais ne signifie pas pour autant que les gens y sont plus stupides qu’ailleurs.
- Die Apacher Schlawaken = Les Slowaques (Polaques) d’Apach[17].

Le nom Slowaques, fait référence aux cavaliers polonais qui étaient venus faire subir des violences et cruautés sur la population rurale du pays de Sierck. Devenu par la suite dans le dialecte local un synonyme d’hommes sans savoir-vivre ou incultes.

## Histoire
- Dépendait de l'ancienne province de Lorraine, bien de l'abbaye de Rettel, dont les seigneurs de Sierck étaient les seigneurs-voués.
- Réuni à la France, avec Sierck en 1661 (traité de Vincennes).
- John Churchill campait sur les hauteurs d'Apach, face au maréchal Claude Louis Hector de Villars en 1705.

En 1817, Apach, village de l'ancienne province de Lorraine à droite de la Moselle. À cette époque, il y avait 305 habitants répartis dans 48 maisons.

## Politique et administration
| Période                                             | Période             | Identité | Étiquette  | Qualité            |
| --------------------------------------------------- | ------------------- | -------- | ---------- | ------------------ |
| 2020 - en cours                                     | Emilie Villain      |          |            |                    |
| 2014 - 2020                                         | Patrick Gutieres    |          |            |                    |
| 1986 - 2014                                         | Gérard Rollinger    |          |            |                    |
| 1971 – 1986                                         | Pierre Hallé        |          | socialiste | conseiller général |
| 1960 - 1971                                         | Pierre Moritz       |          |            |                    |
| 1953 - 1960                                         | André Maathey       |          |            |                    |
| 1947 - 1953                                         | Mathias Hoffmann    |          |            |                    |
| 1945 - 1947                                         | Pierre Rolinger     |          |            |                    |
| 1935 - 1940                                         | Mathieu Grégoire    |          |            |                    |
| 1925 - 1935                                         | Jean-Baptiste Weber |          |            |                    |
| 1920 - 1925                                         | Jean Schmitt        |          |            |                    |
| 1917 - 1920                                         | Jean-Baptiste Weber |          |            |                    |
| 1894 - 1917                                         | Henri Grégoire      |          |            |                    |
| 1871 - 1894                                         | Pierre Closse       |          |            |                    |
| 1865 - 1871                                         | Mathieu Grégoire    |          |            |                    |
| 1860 - 1865                                         | Henri Grégoire      |          |            |                    |
| 1857 - 1860                                         | Joseph Bron         |          |            |                    |
| 1840 - 1857                                         | Michel Grégoire     |          |            |                    |
| 1823 - 1840                                         | Michel Lary         |          |            |                    |
| 1812 -                                              | Jacques Reymeringer |          |            |                    |
| 1800 - 1812                                         | Jacques Sondag      |          |            |                    |
| 1799 - 1800                                         | Michel Sondag       |          |            |                    |
| 1798 - 1799                                         | Jacques Sondag      |          |            |                    |
| 1794 - 1798                                         | Christophe Lary     |          |            |                    |
| 1793 - 1794                                         | Michel Sondag       |          |            |                    |
| Les données antérieures ne sont pas encore connues. |                     |          |            |                    |

## Démographie
L'évolution du nombre d'habitants est connue à travers les recensements de la population effectués dans la commune depuis 1793. Pour les communes de moins de 10 000 habitants, une enquête de recensement portant sur toute la population est réalisée tous les cinq ans, les populations de référence des années intermédiaires étant quant à elles estimées par interpolation ou extrapolation. Pour la commune, le premier recensement exhaustif entrant dans le cadre du nouveau dispositif a été réalisé en 2006.
| 1793 | 1800 | 1806 | 1836 | 1841 | 1861 | 1866 | 1871 | 1875 |
| ---- | ---- | ---- | ---- | ---- | ---- | ---- | ---- | ---- |
| 229  | 267  | 294  | 532  | 557  | 455  | 580  | 510  | 488  |

| 1880 | 1885 | 1890 | 1895 | 1900 | 1905 | 1910 | 1921 | 1926 |
| ---- | ---- | ---- | ---- | ---- | ---- | ---- | ---- | ---- |
| 481  | 475  | 442  | 415  | 411  | 440  | 434  | 420  | 453  |

| 1931 | 1936 | 1946 | 1954 | 1962 | 1968 | 1975 | 1982 | 1990 |
| ---- | ---- | ---- | ---- | ---- | ---- | ---- | ---- | ---- |
| 659  | 698  | 584  | 652  | 883  | 841  | 848  | 864  | 798  |

| 1999 | 2006 | 2011  | 2016  | 2021  | 2022  | - | - | - |
| ---- | ---- | ----- | ----- | ----- | ----- | - | - | - |
| 813  | 899  | 1 004 | 1 031 | 1 071 | 1 072 | - | - | - |

## Culture locale et patrimoine

### Lieux et monuments

#### Édifices civils
- Château édifié vers le milieu du XVIe siècle, probablement par un meunier d'Apach ; propriété de la famille Muller au XVIIe siècle, qui restauré le château à partir de 1671, porte la date ;
- grosse forge fondées par Louis de Bettainvillers en 1611 ; en activité jusqu'en 1739 ; aujourd'hui détruite.

#### Édifices religieux
- Église paroissiale Saint-Donat ; clocher roman rond XIIe siècle ; a remplacé la chapelle Saint-Léonard construite dans le premier quart du XVIIe siècle aux frais de Louis de Bettainvillers pour les ouvriers de la forge qu'il venait de créer dont il ne subsiste que la tour clocher ; la nef actuelle a été construite en 1832 ;
- chapelle Notre-Dame-des-Sept-Douleurs à Haut-Apach, construite en 1718 ;
- chapelle Saint-Antoine à Belmach XVIIIe siècle.

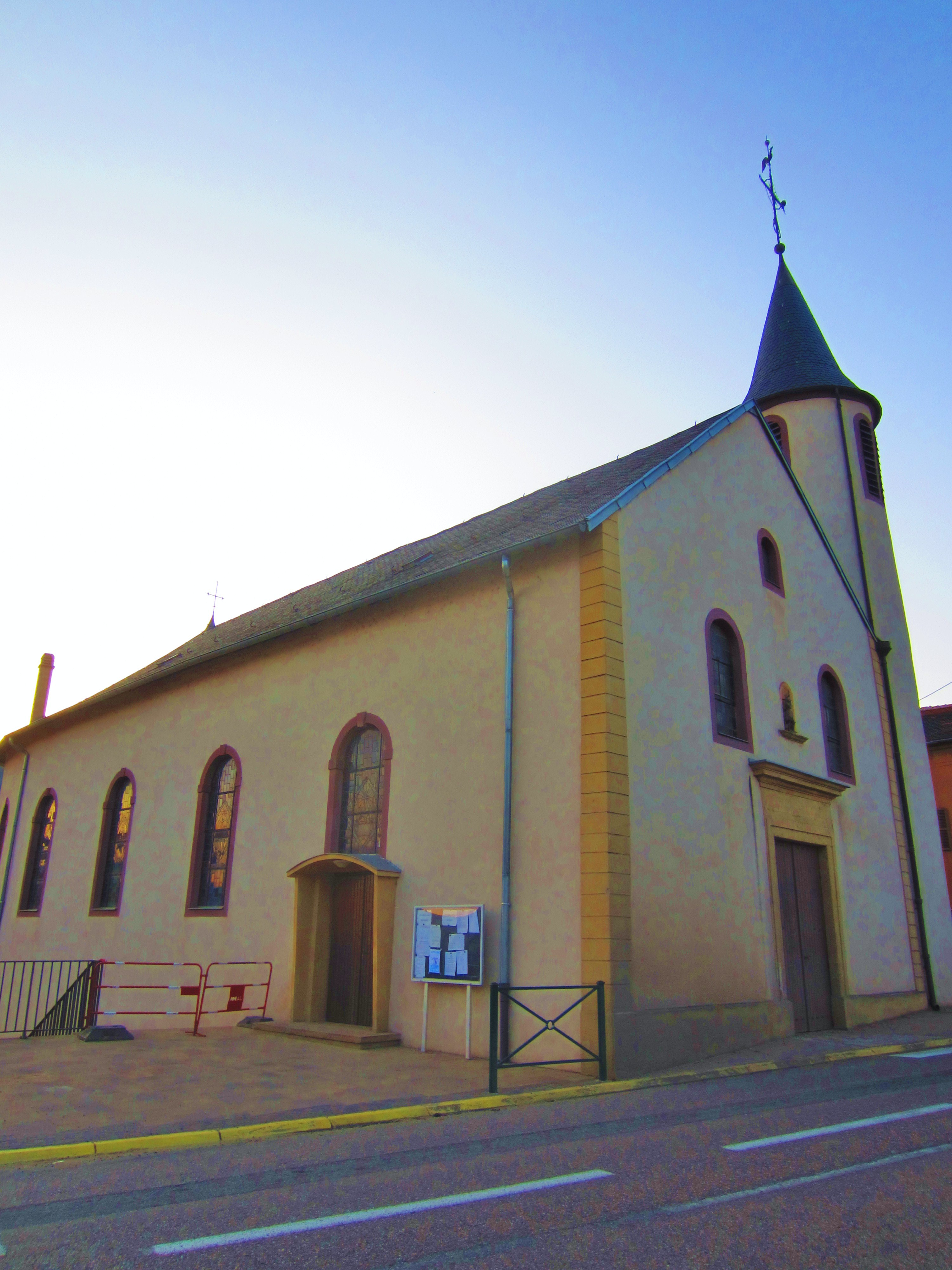
Église Saint-Donat.
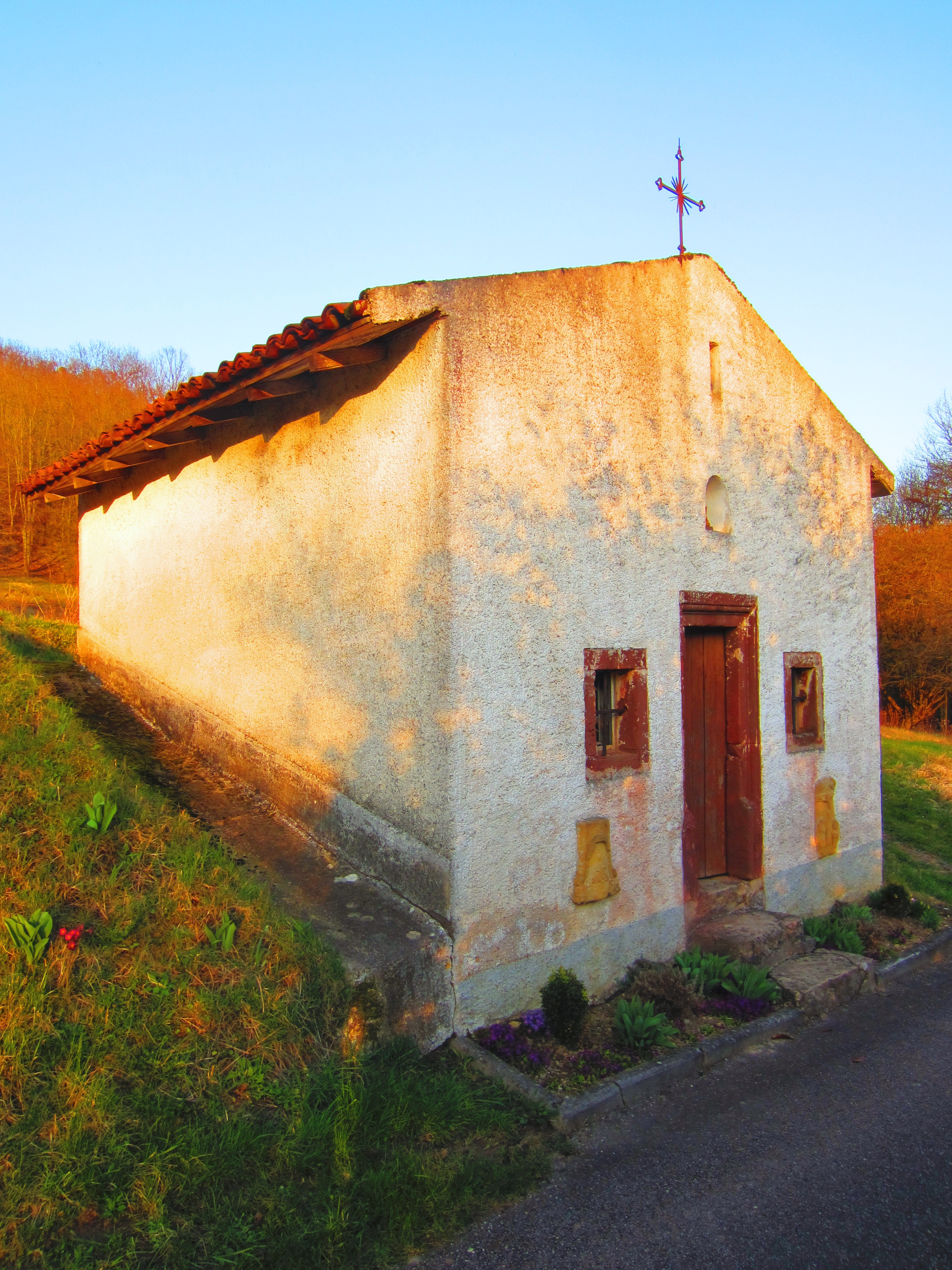
Chapelle Notre-Dame-des-Sept-Douleurs à Haut-Apach.
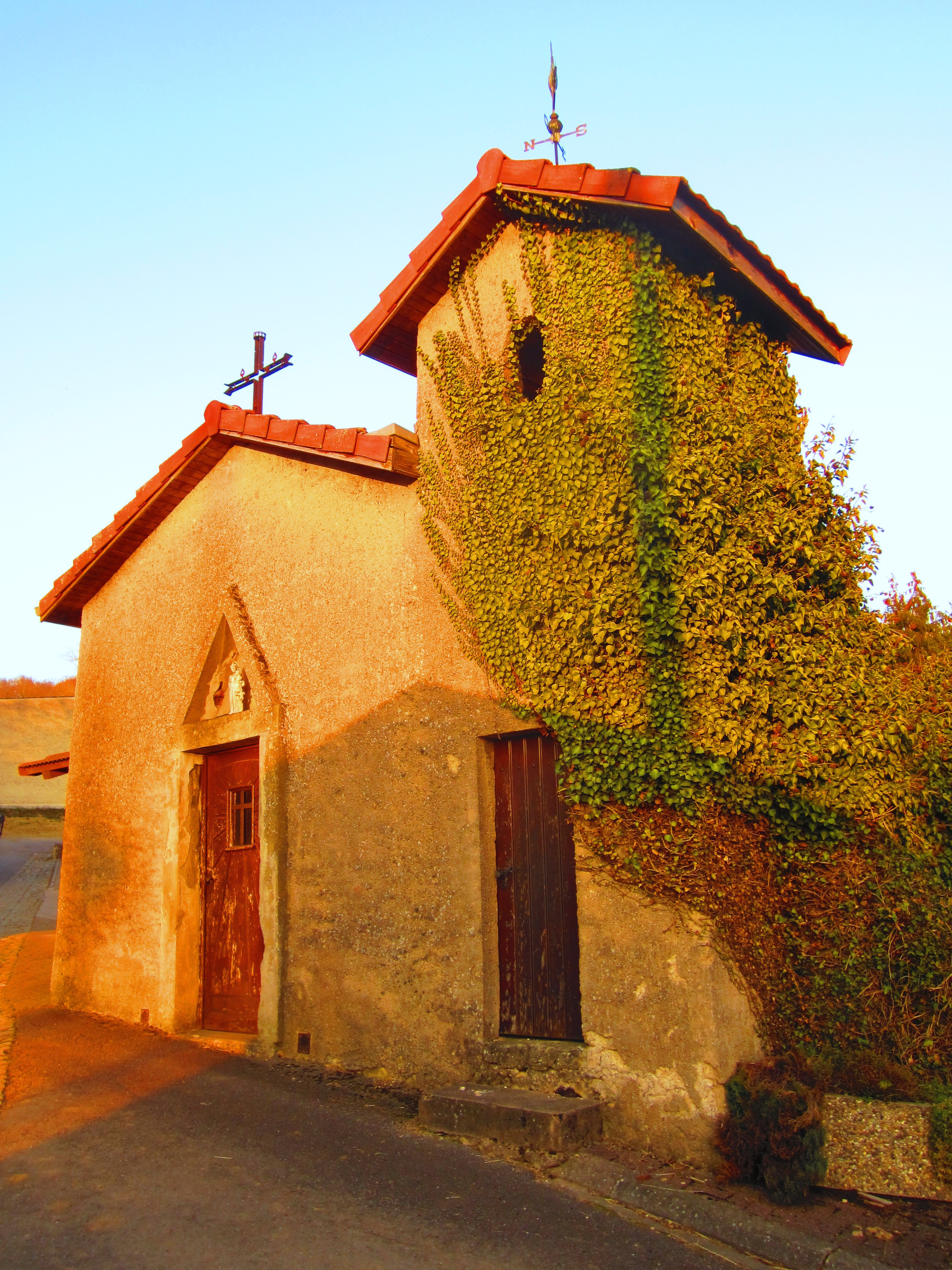
Chapelle Saint-Antoine à Belmach.

### Héraldique
| Blason de Apach | Blason  | D'or à la bande de gueules chargée de trois coquilles d'argent, à la crosse de gueules brochant en barre sur le tout. |
| Blason de Apach | Détails | Le statut officiel du blason reste à déterminer.                                                                      |

## Pour approfondir